# Medicinska universitetet i Lublin

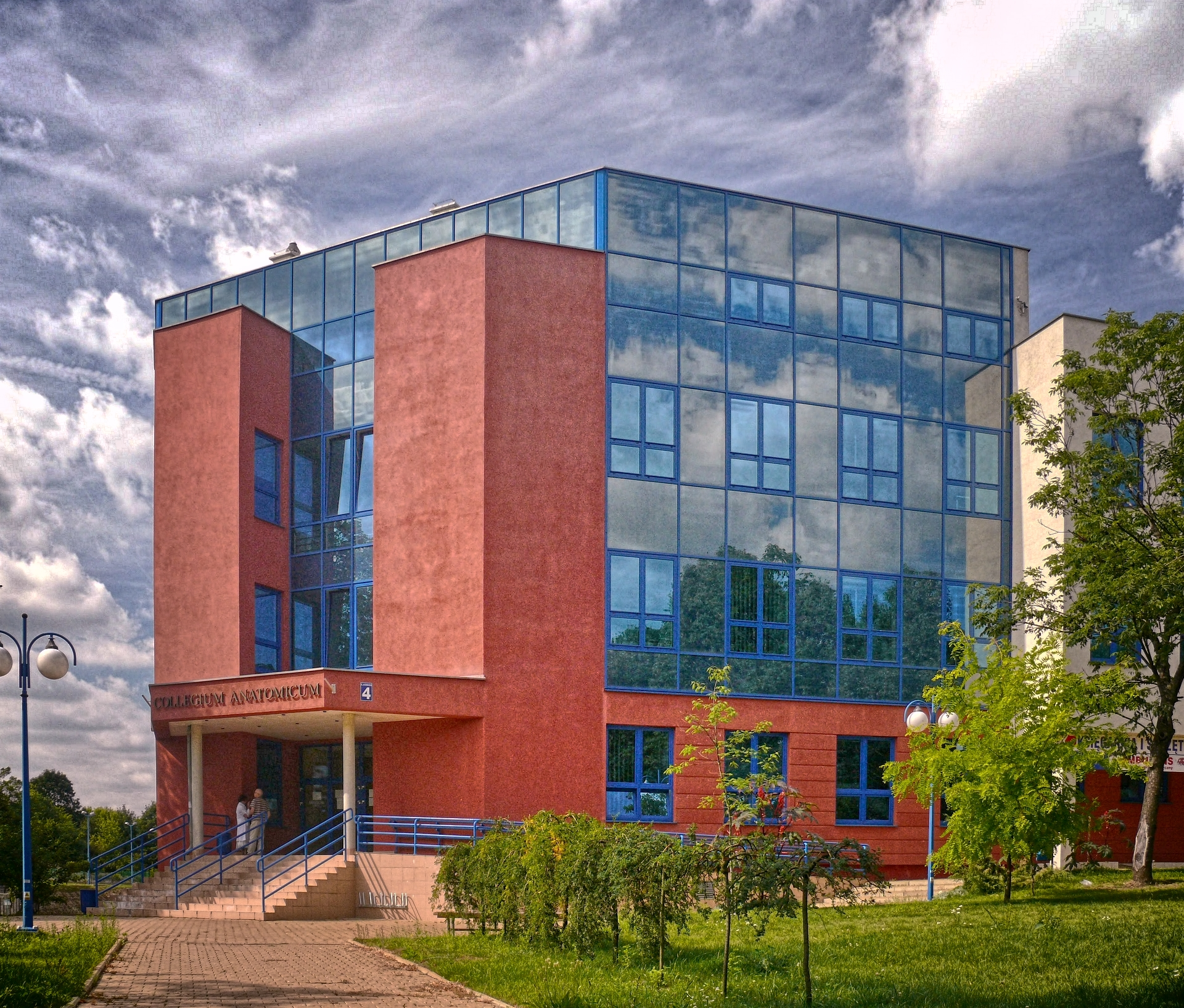
Collegium Anatomicum.

Medicinska universitetet i Lublin, polska Akademia Medyczna w Lublin, är ett universitet i den polska staden Lublin. Huvudprogrammet, medicin, finns för både polska och utländska studenter.